# Vanessa Gidden
Vanessa Nicole Gidden (ur. 1 lipca 1985 w Kingston) – jamajska koszykarka występująca na pozycjach silnej skrzydłowej oraz środkowej, obecnie zawodniczka Campus Promete.
Podczas swojej kariery zaliczyła też obozy przedsezonowe z drużynami WNBA – Connecticut Sun (2007) oraz Minnesota Lynx (2010).
18 grudnia 2016 została zawodniczką Wisły Can-Pack Kraków.

## Osiągnięcia
Stan na 10 września 2022, na podstawie, o ile nie zaznaczono inaczej.

### NCAA
- Defensywna Zawodniczka Roku (2005)
- Największy postęp (2005)
- Zaliczona do:
  - I składu:
    - turnieju CAA (2006)
    - CAA (2006)
    - defensywnego CAA (2005, 2006)

  - II składu CAA (2007)
  - III składu CAA (20050

### Drużynowe
- Mistrzyni Hiszpanii (2015, 2016)[6][7]
- Wicemistrzyni:
  - Izraela (2014)
  - Polski (2017)[8]
- Zdobywczyni pucharu:
  - Izraela (2014)
  - Polski (2017)[9]
- Finalistka:
  - pucharu:
    - Izraela (2013)
    - Hiszpanii (2016)[7]

  - superpucharu:
    - Izraela (2014)
    - Hiszpanii (2015)[7]
- Awans do najwyższej klasy rozgrywkowej w Hiszpanii (2019)[10]
- Uczestniczka rozgrywek:
  - Euroligi (2015/16)
  - Eurocup (2009/10)

### Indywidualne
(* – nagrody przyznane przez portal eurobasket.com, latinbasket.com)
- MVP II ligi hiszpańskiej (2019)*[10]
- Zagraniczna zawodniczka roku II ligi hiszpańskiej (2019)*[10]
- Środkowa roku ligi hiszpańskiej (2015)*[6]
- Skrzydłowa roku II ligi hiszpańskiej (2019)*[10]
- Zaliczona do*:
  - I składu:
    - ligi hiszpańskiej (2015)[6]
    - II ligi hiszpańskiej (2019)[10]
    - defensywnego ligi włoskiej (2011)
    - zawodniczek zagranicznych ligi hiszpańskiej (2015)[6]

  - składu Honorable Mention ligi:
    - włoskiej (2011)
    - izraelskiej (2013)
    - hiszpańskiej (2016, 2018)[7][11]
- Liderka:
  - strzelczyń ligi rumuńskiej (2010)[12]
  - w zbiórkach ligi:
    - hiszpańskiej LFB (2018, 2020)[11]
    - fińskiej (2009)[13]

  - w blokach ligi:
    - fińskiej (2009)
    - hiszpańskiej LFB (2018)[11]

### Reprezentacja
Drużynowe
- Mistrzyni Karaibów – Caribebasket (CBC – 2006)
- Wicemistrzyni mistrzostw Ameryki Środkowej – Centrobasketu (2010)
- Brązowa medalistka Centrobasketu (2006)
- Uczestniczka:
  - mistrzostw Ameryki (2007 – 8. miejsce, 2011 – 8. miejsce, 2013 – 7. miejsce)
  - igrzyskach panamerykańskich (2007 – 8. miejsce)

Indywidualne
- Zaliczona do:
  - II składu Cetrobasketu (2010)*
  - III składu mistrzostw Ameryki (2011)*
- Liderka mistrzostw Ameryki w zbiórkach (2011)